# 맥스 슈어저
맥스웰 M. "맥스" 슈어저(영어: Maxwell M. "Max" Scherzer, 1984년 7월 27일~ )는 미국의 야구 투수이다. 메이저 리그 애리조나 다이아몬드백스와 디트로이트 타이거스에서 활동했으며 2015년에는 워싱턴 내셔널스와 7년 계약을 체결했다.  또한 2021년 7월 30일 트레이드 마감시한을 앞두고 로스앤젤레스 다저스로 트레이드 되었다. 2013년 디트로이트 타이거스에서 아메리칸 리그 사이 영 상과 2016년에 워싱턴 내셔널스에서 내셔널 리그 사이 영 상을 수상함으로써 역대 6번째로 양대리그 사이 영 상을 수상한 선수가 되었다. 2016년 5월 12일에 있었던 디트로이트 타이거스전에서는 워싱턴 내셔널스 구단 사상 최초이자 역대 6번째로 한 경기 20탈삼진을 달성했다.

## 경력

### 프로 이전
2003년에 있었던 MLB드래프트에서 43라운드 전체 1291번째로 세인트루이스 카디널스에게 지명을 받았지만, 계약하지 않고 미주리 대학교로 진학한다. 대학시절에는 2005년에 빅12컨퍼런스에서 1.86의 방어율과 131개의 탈삼진을 잡으며 두개의 부문에서 1위를 차지하고 컨퍼런스 최우수 선수로 선출되었다.

### 애리조나 다이아몬드백스 시절
2006년에는 드래프트에서 애리조나 다이아몬드백스에게 1라운드 전체 11위로 지명을 받았으며, 2007년 5월 31일에 계약금 300만 달러를 더해서 4년 430만 달러에 메이저리그 계약을 맺고 입단한다. 이때 에이전트가 스캇 보라스였다. 지명을 받은 후부터 입단할때까지는 독립리그인 포트워트 캣츠에서 뛰었다. 12월 7일에 나온 베이스볼 아메리카에서는 슈어저를 팀 내 유망주 4위, 패스트볼 부문에서는 유망주 최고로 평가했다.
2008년에는 트리플A에서 시즌을 시작하였으며, 4경기에 등판하여 23이닝, 38탈삼진을 기록한다. 4월 27일에는 유스메이로 페티트를 내리고 슈어저를 메이저리그로 승격시키며, 2일후에는 휴스턴 애스트로스전에 등판하여 메이저리그 데뷔를 한다. 6월 11일 등판후에 마이너리그로 잠시 내려가지만 8월 29일에 다시 승격된다. 데뷔 시즌에는 선발로서 7경기, 중간계투로서 16경기에 등판한다. 다음해인 2009년에는 선발 로테이션에 들어가며 30경기에 등판하여 170.1이닝을 던지며 4.12방어율, 174개의 탈삼진을 기록하며 나쁘지 않은 루키시즌을 보낸다. 승수는 아쉽게도 두자릿수 승수에 1개 모자른 9승을 거둔다.

### 디트로이트 타이거스 시절
오프시즌인 2009년 12월 9일에 디트로이트 타이거스, 뉴욕 양키스 사이에 있었던 삼각 트레이드로 인해서 다니엘 슐러레스, 오스틴 잭슨, 필 코크와 함께 타이거스로 이적한다. 이 외에도 커티스 그랜더슨이 양키스로, 에드윈 잭슨과 이안 케네디가 다이아몬드백스로 이적한다.
2010년에는 12승을 올리며 첫번째 두자릿수 승수를 기록한다. 2011년에는 15승을 기록하지만 첫 3점대 방어율을 기록한 전시즌보다 떨어진 4.43의 방어율을 기록한다. 2012년에는 개막한 후 초반까지 컨디션이 올라오지 않아 고생했지만, 시즌에서는 개인최다인 16승과 리그 2위인 231개의 탈삼진을 기록한다. 200개 이상의 탈삼진을 기록한것도 개인 첫번째 기록이었다. 특히, 탈삼진률 11.08은 선발투수 중에서는 메이저리그 1위였다.
2013년에는 첫경기부터 13연승을 달렸으며, 7월 16일에 시티 필드에서 열린 올스타전에서는 아메리칸 리그 선발투수로 등판하여 2이닝 무실점을 기록한다. 시즌에서는 21승을 기록하며 양리그 통틀어 유일하게 20승을 넘어섰으며, 탈삼진을 리그 2위에 해당하는 240개를 기록한다. 방어율도 2.90으로 준수했으며, 개인 커리어 첫 200이닝도 돌파한다. 이를 바탕으로 아메리칸 리그 사이 영 상도 수상한다.
2014년 1월 17일에 타이거스와 연봉조정을 피하며 1,550만 달러에 1년계약을 맺는다. 시즌에서는 3.15의 방어율로 전년보다는 올라갔지만, 18승을 기록하며 2년연속으로 아메리칸 리그 다승왕을 차지한다. 탈삼진과 탈삼진률 부문에서도 3년연속으로 230개 이상의 탈삼진, 10.0이상의 탈삼진률을 기록한다. 오프시즌에는 사이 영 상 투표에서 5위를 하며, FA자격을 얻는다.

### 워싱턴 내셔널스 시절

#### 2015년 - 두번의 노히트 노런
2015년 1월 21일에 워싱턴 내셔널스와 7년 총액 2억 1,000만 달러의 계약을 맺었다는 것이 발표되었으며, 입단회견을 열었다. 등번호도 전과는 다른 31번을 사용하게 되었다. 거액 계약을 맺으며 입단한 슈어저는 개막전에서 선발로 등판해 7.2이닝 3실점(무자책) 8탈삼진을 기록하지만 타선의 지원을 받지 못하며 패전투수가 되며 내셔널스 유니폼을 입고 데뷔전을 마친다. 6월 20일에 있었던 피츠버그 파이리츠와의 홈경기에서는 9이닝 동안 10개의 탈삼진을 기록하며 생애 첫 노히트 노런을 달성한다. 9회 2아웃까지 파이리츠를 상대로 퍼펙트를 기록하지만, 9회초 2아웃 상황에서 나온 호세 타바타를 상대로 팔꿈치를 맞추며 퍼펙트 게임은 무산된다. 그래도 이어서 나온 조시 해리슨을 좌익수 플라이로 잡아내며 노히트 노런은 지켜낸다.
7월 14일에 있었던 올스타전에서는 선출되긴 했지만 등판은 없었다. 10월 3일에 있었던 뉴욕 메츠와의 원정 경기에서 두번째 노히트 노런을 달성한다. 이 날 경기에서는 9이닝 동안 무피안타 무사사구와 함께 17개의 탈삼진을 기록하며 상대를 압도하는 모습을 보여줬다. 특히, 6회에 나온 3루수의 송구 실책만 아니었으면 퍼펙트 게임이 될 수도 있었다. 이 날 경기에서 출루한 것은 실책으로 인해서 출루한 케빈 플라웨키가 유일하다. 그리고 109개의 공을 던지는 동안 상대 타자들이 60개의 공에 스윙을 했지만, 절반에 가까운 27개의 공에 헛스윙을 했다. 이 노히트 노런으로 인해서 2010년에 로이 할러데이가 기록한 이후 메이저리그 사상 6명째로 한 해에 두번의 노히트 노런을 기록한 선수가 되었으며, 포스트시즌을 제외하고 시즌으로만 축소하면 5명째가 된다.
시즌에서는 33경기에 등판하여 개인기록이자 리그 8위인 2.79의 방어율을 기록한다. 그리고 리그에서 가장 많은 4번의 완투와 3번의 완봉을 기록했으며, 228.2이닝을 기록하며 개인기록을 갱신한다. 14승을 올리며 통산 100승도 달성했으며, 탈삼진을 리그 2위에 해당하는 276개를 잡아낸다.(1위는 301개를 잡아낸 클레이튼 커쇼) 이 외에도 WHIP을 0.92, 1.34의 볼넷허용률을 기록했는데, 이것들도 개인기록에 해당했다. 이러한 압도적인 모습을 바탕으로 스티븐 스트라스버그라는 에이스가 부진하던 중에 에이스로서 팀을 이끌었으며, 오프시즌에는 활약을 인정받아 사이 영 상 투표에서 5위를 했다.

#### 2016년 - 두번째 사이 영 상
2016년 5월 11일에는 디트로이트 타이거스를 상대하며 9이닝 동안 6피안타 2실점 20탈삼진을 기록하며 승리한다. 20개의 탈삼진은 메이저리그 역대 한경기 최다 탈삼진과 타이 기록이다. 이 시즌에서는 피홈런수가 증가했으며, 5월달까지 72.1이닝 동안 15개의 홈런을 맞았다. 하지만 천천히 컨디션을 끌어올리면서 6월과 7월에는 1점대의 방어율을 기록한다. 최종적으로는 리그 1위에 해당하는 20승, 284탈삼진, 228.1이닝, WHIP 0.97, 리그 8위에 해당하는 2.96의 방어율을 기록했으며, 그중에서도 다승과 탈삼진 타이틀을 얻어내며 2관왕을 차지했다. 다승 1위는 개인 3번째, 탈삼진은 개인 첫번째였다. 포스트시즌에서는 로스앤젤레스 다저스와의 디비전 시리즈에서 1차전과 5차전에 등판했다. 2경기에서 12이닝 3피홈런 5실점 0승 1패를 기록한다. 결국 팀은 2승 3패로 다저스에게 패한다. 오프시즌에는 내셔널 리그 사이 영 상을 수상하며 메이저리그 역사상 6번째로 양리그에서 사이 영 상을 수상한 사람이 된다. 이 외에도 MVP투표에서 10위를 기록한다.

## 인물
홍채 이색증을 가지고 있으며 오른쪽 눈이 파란색이며 왼쪽 눈이 갈색이다.

## 수상 경력
- 아메리칸 리그 다승 1위 : 2013년, 2014년
- 내셔널 리그 다승 1위 : 2016년
- 내셔널 리그 탈삼진 1위 : 2016년
- 메이저 리그 올스타전 선출 : 2013년 ~ 2016년
- 아메리칸 리그 사이 영 상 : 2013년
- 내셔널 리그 사이 영 상 : 2016년
- 노히트 노런 : 2015년 6월 20일, 2015년 10월 3일

## 연도별 투구 성적
| 연 도     | 소 속     | 등 판 | 선 발 | 완 투 | 완 봉 | 무 4 구 | 승 리 | 패 전 | 세 이 브 | 홀 드 | 승 률 | 타 자 | 이 닝  | 피 안 타 | 피 홈 런 | 볼 넷 | 고 4 | 몸 맞 | 탈 삼 진 | 폭 투 | 보 크 | 실 점 | 자 책 점 | 평 자 책 | W H I P |
| --------- | --------- | ----- | ----- | ----- | ----- | ------- | ----- | ----- | -------- | ----- | ----- | ----- | ------ | -------- | -------- | ----- | ---- | ----- | -------- | ----- | ----- | ----- | -------- | -------- | ------- |
| 2008년    | ARI       | 16    | 7     | 0     | 0     | 0       | 0     | 4     | 0        | 0     | .000  | 237   | 56.0   | 48       | 5        | 21    | 1    | 5     | 66       | 2     | 0     | 24    | 19       | 3.05     | 1.23    |
| 2009년    | ARI       | 30    | 30    | 0     | 0     | 0       | 9     | 11    | 0        | 0     | .450  | 741   | 170.1  | 166      | 20       | 63    | 1    | 10    | 174      | 5     | 1     | 94    | 78       | 4.12     | 1.34    |
| 2010년    | DET       | 31    | 31    | 0     | 0     | 0       | 12    | 11    | 0        | 0     | .522  | 800   | 195.2  | 174      | 20       | 70    | 1    | 7     | 184      | 8     | 0     | 84    | 76       | 3.50     | 1.25    |
| 2011년    | DET       | 33    | 33    | 0     | 0     | 0       | 15    | 9     | 0        | 0     | .625  | 833   | 195.0  | 207      | 29       | 56    | 1    | 7     | 174      | 12    | 0     | 101   | 96       | 4.43     | 1.35    |
| 2012년    | DET       | 32    | 32    | 0     | 0     | 0       | 16    | 7     | 0        | 0     | .696  | 787   | 187.2  | 179      | 23       | 60    | 2    | 5     | 231      | 2     | 1     | 82    | 78       | 3.74     | 1.27    |
| 2013년    | DET       | 32    | 32    | 0     | 0     | 0       | 21    | 3     | 0        | 0     | .875  | 836   | 214.1  | 152      | 18       | 56    | 0    | 4     | 240      | 6     | 1     | 73    | 69       | 2.90     | 0.97    |
| 2014년    | DET       | 33    | 33    | 1     | 1     | 0       | 18    | 5     | 0        | 0     | .783  | 904   | 220.1  | 196      | 18       | 63    | 1    | 6     | 252      | 10    | 1     | 80    | 77       | 3.15     | 1.17    |
| 2015년    | WSH       | 33    | 33    | 4     | 3     | 3       | 14    | 12    | 0        | 0     | .538  | 899   | 228.2  | 176      | 27       | 34    | 2    | 5     | 276      | 10    | 1     | 74    | 71       | 2.79     | 0.92    |
| 2016년    | WSH       | 34    | 34    | 1     | 0     | 0       | 20    | 7     | 0        | 0     | .741  | 902   | 228.1  | 165      | 31       | 56    | 2    | 6     | 284      | 2     | 1     | 77    | 75       | 2.96     | 0.97    |
| 2017년    | WSH       | 31    | 31    | 2     | 0     | 1       | 16    | 6     | 0        | 0     | .727  | 780   | 200.2  | 126      | 22       | 55    | 2    | 11    | 268      | 4     | 0     | 62    | 56       | 2.51     | 0.90    |
| MLB：10년 | MLB：10년 | 305   | 296   | 8     | 4     | 4       | 141   | 75    | 0        | 0     | .653  | 7719  | 1897.0 | 1589     | 213      | 534   | 13   | 66    | 2149     | 61    | 6     | 751   | 695      | 3.30     | 1.12    |

- 각연도의 굵은 글씨는 해당 시즌 리그 1위.